# Sounds of a Playground Fading
Sounds of a Playground Fading (engl. für Verstummende Spielplatzklänge) ist das zehnte Studioalbum der schwedischen Metal-Band In Flames. Das Album erschien am 17. Juni 2011 in Deutschland über Century Media. Es ist das erste In-Flames-Album ohne das Gründungsmitglied Jesper Strömblad.

## Entstehung
Bereits seit 2008 arbeiteten die Musiker an den Liedern für das neue Album. Aus den während dieser Zeit gesammelten Riffs entstanden während des Studioaufenthaltes die Lieder, die schließlich für das Album verwendet wurden. Im Februar 2010 trennte sich die Band vom Gitarristen Jesper Strömblad wegen dessen Alkoholproblemen. Sein Nachfolger wurde Niclas Engelin, der bereits zuvor mehrfach bei In Flames als Livegitarrist ausgeholfen hat. Engelin war jedoch nicht am Songwriting für Sounds of a Playground Fading beteiligt.
Aufgenommen wurde das Album in den bandeigenen IF Studios in Göteborg. Die Aufnahmen dauerten von Oktober bis Weihnachten 2010. Im Gegensatz zu früheren Alben war Sänger Anders Fridén vom ersten Tag an im Studio präsent und arbeitete Gesangsmelodien aus. Die meisten Lieder des neuen Albums wurden vom Gitarristen Björn Gelotte geschrieben. Produziert wurde Sounds of a Playground Fading von Roberto Laghi. Als Co-Produzenten traten die Band und Daniel Bergstrand auf. Gemischt wurde das Album von Roberto Laghi, Anders Fridén und Hans Asteberg. Das Mastering übernahm Dragan Tasaskovic.
Mit dem Albumtitel drückt Sänger Anders Fridén seine Besorgnis über den derzeitigen Zustand der Erde aus.

„Die Menschheit ist an einem Punkt, an dem ihr die Zeit langsam davonläuft. Es gibt nur noch wenige unberührte Orte auf diesem Planeten […] die irgendwann verschwinden werden. Ich habe den Eindruck, dass immer mehr schreckliche Dinge auf der Erde passieren.“

Für die erste Single Deliver Us wurde ein Musikvideo gedreht. Gedreht wurde das Video in dem Göteborger Riesenrad Göteborgshjulet. Regisseur war Patric Ullaeus. Das Video zur zweiten Single Where the Dead Ships Dwell wurde am 18. Oktober 2011 vorgestellt.

## Titelliste
| #  | Titel                         | Länge | Bemerkung                                                         |
| -- | ----------------------------- | ----- | ----------------------------------------------------------------- |
| 1  | Sounds of a Playground Fading | 4:44  | Die Menschheit hat sich selbst ausgespielt und zerstört die Welt. |
| 2  | Deliver Us                    | 3:31  | erste Single                                                      |
| 3  | All for Me                    | 4:31  |                                                                   |
| 4  | The Puzzle                    | 4:34  |                                                                   |
| 5  | Fear Is the Weakness          | 4:07  |                                                                   |
| 6  | Where the Dead Ships Dwell    | 4:27  | zweite Single                                                     |
| 7  | The Attic                     | 3:18  |                                                                   |
| 8  | Darker Times                  | 3:25  |                                                                   |
| 9  | Ropes                         | 3:42  | dritte Single                                                     |
| 10 | Enter Tragedy                 | 3:59  |                                                                   |
| 11 | Jester’s Door                 | 2:38  |                                                                   |
| 12 | A New Dawn                    | 5:52  |                                                                   |
| 13 | Liberation                    | 5:10  |                                                                   |

## Rezeption
Das Album wurde von Seiten der Fachpresse unterschiedlich bewertet. Das deutsche Magazin Metal Hammer kürte Sounds of a Playground Fading zum Album des Monats. Thorsten Zahn schrieb in seiner Rezension, dass In Flames den Druck, der nach so vielen erfolgreichen Alben auf ihren Schultern lastet, locker weggesteckt und den Ausstieg Jesper Strömblads mit Bravour kompensiert haben. Zahn gab dem Album sechs von sieben Punkten. Frank Albrecht vom Magazin Rock Hard lobte das Album für „Refrains mit hohem Wiedererkennungswert“ und bezeichnete die neuen Lieder als „clever arrangierte moderne Rockmusik“, wofür er 8 von zehn Punkten vergab. Katharina Neuert vom Onlinemagazin The Pit vergab ebenfalls 8,5 von zehn Punkten für ein „frisch klingendes, definitiv brilliantes [sic!] Album“.
Negativ wurde das Album von Onlinemagazin Metal.de bewertet. Für den Rezensenten Peter, der dem Album fünf von zehn Punkten gab, kann Björn Gelotte „nicht annähernd die kompositorische Klasse von Jesper Strömblad erreichen“. Stephan Möller bezeichnete das Album als „langweilig“ und kritisierte die fehlende Abwechselung wofür er drei von zehn Punkten vergab. Doch metal.de bewertete Sounds of a Playground Fading nicht nur schlecht: Der Autor Jens gab dem Album 7 von 10 Punkten. Lothar Hausfeld vom Onlinemagazin Musikreviews bezeichnete das Album als „kleine Enttäuschung, da die Band mehr könne“ und vergab neun von 15 Punkten.

## Veröffentlichungen
| Region                                            | Datum      |
| ------------------------------------------------- | ---------- |
| Schweden                                          | 15.06.2011 |
| Deutschland, Österreich, Schweiz & Norwegen       | 17.06.2011 |
| Europa (außer Spanien, Italien, Finnland, Ungarn) | 20.06.2011 |
| Nordamerika, Spanien & Italien                    | 21.06.2011 |
| Finnland & Ungarn                                 | 22.06.2011 |
| Australien & Neuseeland                           | 24.06.2011 |

## Where the Dead Ships Dwell
„Where the Dead Ships Dwell“ erschien am 11. November 2011 als Download. Die Single enthält, neben dem Original, drei Remix-Versionen. Für diese wurden unter anderem Casper, The Qemists und Kristof Bathory (Dawn of Ashes) hinzugezogen.

### Titelliste
1. Where the Dead Ships Dwell (Album Version) – 4:26
2. Where the Dead Ships Dwell (Casper Remix) – 4:05
3. Where the Dead Ships Dwell (The Qemists Remix) – 5:15
4. Where the Dead Ships Dwell (Kristof Bathory – Dawn of Ashes Remix) (iTunes-exklusiver Track) – 4:44